# Emma Coen Pirani
Emma Coen Pirani (Pisa, 28 marzo 1910 – Milano, 30 marzo 1999) è stata una bibliotecaria italiana autrice di saggi e contributi sui temi della biblioteconomia e della bibliologia.

## Biografia
Nata a Pisa nel 1910, nel 1931 si laurea in lettere all'Università di Bologna e nel 1933 è assunta come bibliotecaria alla Biblioteca Universitaria di Bologna dalla quale viene tuttavia licenziata nel 1938, a seguito delle leggi razziali, in quanto ebrea. Viene reintegrata in servizio nel 1945 nella stessa Biblioteca Universitaria di Bologna di cui nel 1948 diventa direttrice. Nel 1949 le viene affidata la direzione della Biblioteca Estense di Modena, posizione che mantiene fino al 1955 quando viene nominata direttrice della Biblioteca Nazionale Braidense di Milano. A Milano avvia e porta a completamento interventi di restauro della sede della biblioteca e progetti  di catalogazione. Tra il 1960 e il 1980 è libera docente dell'insegnamento di Bibliografia e biblioteconomia  presso l'Università degli Studi di Milano. Appassionata di storia del libro, del manoscritto e di illustrazione, ha pubblicato numerosi contributi su questi argomenti, tra cui un fortunato Manuale del bibliotecario. Ha ricoperto incarichi di rilievo nell'ambito dell'Associazione italiana biblioteche.

## Opere
- Manuale del bibliotecario. Corso di preparazione per il personale delle biblioteche popolari e scolastiche, Modena, Società tipografica modenese, 1951.
- Comitato per le onoranze (a cura di), La miniatura bolognese nella illustrazione del testo del "Decretum Gratiani", in La Mercanzia, Bologna, Università degli Studi di Bologna, 1952. (Edizione fuori commercio di 300 esemplari numerati, editi in occasione delle celebrazioni per l'8º centenario del Decretum Gratiani.)
- Il libro illustrato italiano. Secoli XVII-XVIII, Roma, C. Bestetti, 1956.
- 1959, Meraviglie di Milano, Milano, Tipografia U. Allegretti di Campi. (Antologia di scritti su Milano dal IV sec. al XIX sec. con i testi originali a fronte. Edizione fuori commercio di 350 esemplari numerati, + 22 esemplari ad personam.)
- Miniatura romanica, Milano, Fabbri, c. 1966.
- La miniatura gotica, Milano, Fabbri, 1966.
- Nuovo manuale del bibliotecario, Modena, S.T.E.M. Mucchi, 1979, ISBN 8870000141.